# Przedsiębiorstwo Komunikacji Miejskiej Katowice
PKM Katowice (Przedsiębiorstwo Komunikacji Miejskiej Katowice sp. z o.o.) – przewoźnik wykonujący przewozy na zlecenie ZTM. Przedsiębiorstwo zostało utworzone w 1991 w Katowicach, po podziale Wojewódzkiego Przedsiębiorstwa Komunikacyjnego. 31 marca 1998 przedsiębiorstwo zostało przekształcone w spółkę z ograniczoną odpowiedzialnością i zostało wpisane do rejestru handlowego. Udziałowcami firmy są trzy gminy: Katowice, Siemianowice Śląskie oraz Chorzów.
Firma posiada dwie bazy: przy ul. A. Mickiewicza 59 w centrum Katowic, gdzie znajduje się również siedziba spółki oraz przy ul. 1 Maja 152 (Katowice Zawodzie). Planowana jest budowa nowoczesnej bazy, która ma zastąpić obydwie zajezdnie.

## Obsługiwane linie
PKM Katowice obsługuje 54 linie. Obsługują one przystanki na terenie gmin GOP i Zagłębia Dąbrowskiego, m.in. Katowic, Siemianowic Śląskich, Chorzowa, Mysłowic, Rudy Śląskiej, Mikołowa, Świętochłowic, Bytomia, Bierunia, Chełmu Śląskiego, Lędzin, Imielina, Bobrownik, Piekar Śląskich, Sosnowca, Ożarowic, Zabrza, Czeladzi, Będzina i Wojkowic.

## Tabor[1]
| Model autobusu                   | Udogodnienia | Eksploatacja w PKM od            | Rok produkcji                    | Numer taborowy                   | Zajezdnia Katowice Mickiewicza | Zajezdnia Katowice Zawodzie | Liczba egzemplarzy |
| Volvo                            | Volvo | Volvo                            | Volvo                            | Volvo                            | Volvo                          | Volvo                       | Volvo              |
| -------------------------------- | --- | -------------------------------- | -------------------------------- | -------------------------------- | ------------------------------ | --------------------------- | ------------------ |
| VOLVO 7905LH                     | przewóz osób na wózkach · klimatyzacja przestrzeni pasażerskiej · monitoring · Internet bezprzewodowy · ładowarki USB · system informacji pasażerskiej | 2023                             | 2023                             | 900-916                          | 17                             | 0                           | 17                 |
| VOLVO 7905LAH                    | przewóz osób na wózkach · klimatyzacja przestrzeni pasażerskiej · monitoring · Internet bezprzewodowy · ładowarki USB · system informacji pasażerskiej | 2023                             | 2023                             | 1900-1904                        | 5                              | 0                           | 5                  |
| MAN                              | |                                  |                                  |                                  |                                |                             |                    |
| MAN NL283 Lion’s City            | przewóz osób na wózkach · klimatyzacja przestrzeni pasażerskiej · monitoring · Internet bezprzewodowy · ładowarki USB · system informacji pasażerskiej | 2017                             | 2017                             | 800-819                          | 0                              | 20                          | 20                 |
| MAN NL283 Lion’s City            | przewóz osób na wózkach · klimatyzacja przestrzeni pasażerskiej · monitoring · Internet bezprzewodowy · ładowarki USB · system informacji pasażerskiej | 2018                             | 2018                             | 820-834                          | 0                              | 15                          | 15                 |
| MAN NG323 Lion’s City G          | przewóz osób na wózkach · klimatyzacja przestrzeni pasażerskiej · monitoring · Internet bezprzewodowy · ładowarki USB · system informacji pasażerskiej | 2017                             | 2017                             | 1200-1204                        | 5                              | 0                           | 5                  |
| MAN Lion’s City 12               | przewóz osób na wózkach · klimatyzacja przestrzeni pasażerskiej · monitoring · Internet bezprzewodowy · ładowarki USB · system informacji pasażerskiej | 2022                             | 2022                             | 835-839                          | 5                              | 0                           | 5                  |
| Mercedes-Benz                    | |                                  |                                  |                                  |                                |                             |                    |
| Mercedes-Benz O530G              | przewóz osób na wózkach · klimatyzacja przestrzeni pasażerskiej · monitoring · system informacji pasażerskiej                                          | 2011                             | 2011                             | 1000-1014                        | 15                             | 0                           | 15                 |
| Solaris                          | |                                  |                                  |                                  |                                |                             |                    |
| Solaris Urbino 12 III            | przewóz osób na wózkach · klimatyzacja przestrzeni pasażerskiej · monitoring · system informacji pasażerskiej                                          | 2013                             | 2013                             | 600-607                          | 0                              | 8                           | 8                  |
| Solaris Urbino 12 III            | przewóz osób na wózkach · klimatyzacja przestrzeni pasażerskiej · monitoring · ładowarki USB · system informacji pasażerskiej                          | 2015                             | 2015                             | 611-615                          | 0                              | 5                           | 5                  |
| Solaris Urbino 12 III            | przewóz osób na wózkach · klimatyzacja przestrzeni pasażerskiej · monitoring · ładowarki USB · system informacji pasażerskiej                          | 2016                             | 2016                             | 616-630                          | 0                              | 15                          | 15                 |
| Solaris Urbino 12 LE             | przewóz osób na wózkach · klimatyzacja przestrzeni pasażerskiej                                                                                        | 2013                             | 2013                             | 609                              | 0                              | 1                           | 1                  |
| Solaris Urbino 12 LE             | przewóz osób na wózkach · klimatyzacja przestrzeni pasażerskiej                                                                                        | 2014                             | 2014                             | 610                              | 0                              | 1                           | 1                  |
| Solaris Urbino 12 IV             | przewóz osób na wózkach · klimatyzacja przestrzeni pasażerskiej · monitoring · Internet bezprzewodowy · ładowarki USB · system informacji pasażerskiej | 2019                             | 2019                             | 631-655                          | 4                              | 21                          | 25                 |
| Solaris Urbino 12 IV Electric    | przewóz osób na wózkach · klimatyzacja przestrzeni pasażerskiej · monitoring · Internet bezprzewodowy · ładowarki USB · system informacji pasażerskiej | 2020/2021                        | 2020/2021                        | 400-409                          | 10                             | 0                           | 10                 |
| Solaris Urbino 15 III            | przewóz osób na wózkach · klimatyzacja przestrzeni pasażerskiej · monitoring · ładowarki USB · system informacji pasażerskiej                          | 2014                             | 2013                             | 700-709                          | 10                             | 0                           | 10                 |
| Solaris Urbino 15 III            | przewóz osób na wózkach · klimatyzacja przestrzeni pasażerskiej · monitoring · ładowarki USB · system informacji pasażerskiej                          | 2014                             | 2014                             | 710-711                          | 2                              | 0                           | 2                  |
| Solaris Urbino 18 III            | przewóz osób na wózkach · monitoring · Internet bezprzewodowy · system informacji pasażerskiej                                                         | 2010                             | 2010                             | 301-314                          | 14                             | 0                           | 14                 |
| Solaris Urbino 18 III            | przewóz osób na wózkach · klimatyzacja przestrzeni pasażerskiej · monitoring · Internet bezprzewodowy · system informacji pasażerskiej                 | 2012                             | 2012                             | 1315-1329                        | 15                             | 0                           | 15                 |
| Solaris Urbino 18 III            | przewóz osób na wózkach · klimatyzacja przestrzeni pasażerskiej · monitoring · Internet bezprzewodowy · ładowarki USB · system informacji pasażerskiej | 2015                             | 2015                             | 1330-1344                        | 15                             | 0                           | 15                 |
| Solaris Urbino 18 III            | przewóz osób na wózkach · klimatyzacja przestrzeni pasażerskiej · monitoring · Internet bezprzewodowy · ładowarki USB · system informacji pasażerskiej | 2016                             | 2016                             | 1345-1359                        | 15                             | 0                           | 15                 |
| Solaris Urbino 18 IV Electric    | przewóz osób na wózkach · klimatyzacja przestrzeni pasażerskiej · monitoring · Internet bezprzewodowy · ładowarki USB · system informacji pasażerskiej | 2019/2021                        | 2018/2021                        | 1400-1409                        | 10                             | 0                           | 10                 |
| Solaris Urbino 18 IV             | przewóz osób na wózkach · klimatyzacja przestrzeni pasażerskiej · monitoring · Internet bezprzewodowy · ładowarki USB · system informacji pasażerskiej | 2022                             | 2022                             | 1360-1364                        | 5                              | 0                           | 5                  |
| Wszystkie pojazdy                | Wszystkie pojazdy | Wszystkie pojazdy                | Wszystkie pojazdy                | Wszystkie pojazdy                | 147                            | 93                          | 240                |
| Udział autobusów klimatyzowanych | Udział autobusów klimatyzowanych | Udział autobusów klimatyzowanych | Udział autobusów klimatyzowanych | Udział autobusów klimatyzowanych | 90,5%                          | 92,5%                       | 91,3%              |

Autobusy zostały wyposażone w wewnętrzny monitoring. Wszystkie autobusy marki Solaris, MAN i Mercedes z najnowszych dostaw posiadają dodatkowo system dynamicznej audiowizualnej informacji pasażerskiej. Autobusy dostarczane od roku 2011 wyposażone są w klimatyzację całopojazdową.
28 grudnia 2016 roku swoją służbę w PKM zakończyły autobusy Ikarus 280. Pożegnanie odbyło się tego dnia o godz. 9:38 na linii 657 – pojazd #117 wykonał ostatni kurs na trasie Dąbrówka Mała – Panewniki, po czym zjechał do zajezdni przy ul. Mickiewicza, gdzie zakończył służbę. 1 pojazd o numerze inwentarzowym #108 został zachowany oraz wyremontowany przez PKM, jednak nie będzie realizował zadań na liniach regularnych. 11 lutego 2018 odbył się przejazd okolicznościowy Ikarusem 280.70E „Śladami Ikarusów”. Kierującym przejazdem został kierowca z PKM.

### Tabor techniczny
| Typ pojazdu           | Przeznaczenie        | Liczba |
| --------------------- | -------------------- | ------ |
| Iveco Daily           | Pogotowie techniczne | 1      |
| Fiat Ducato           | Pogotowie techniczne | 2      |
| MAN TGS 41 440 8x4 BB | Holownik             | 1      |
| MAN F2000 32-460      | Holownik             | 1      |